# Kulm Eisbahn
Die Kulm Eisbahn ist eine Eisbahn in der Schweiz Stadt St. Moritz.

## Geschichte
1905 wurde der Eispavillon neben der Eisbahn gebaut. Zu dieser Zeit gab es circa sieben Eisbahnen. Bei den Olympischen Winterspielen 1928 sollten die Wettkämpfe im Eiskunstlauf ursprünglich im Badrutts Park stattfinden, wurden aber wegen schlechten Wetters auf die Kulm Eisbahn verlegt. Auch bei den Olympischen Winterspielen 1948 fanden die Eiskunstlaufwettbewerbe auf der Kulm Eisbahn statt.
Inzwischen ist der Eispavillon ein Museum für Olympischen Wintersport. Das Restaurant Kulm Country Club im selben Gebäude bietet Blick auf die Eisbahn.